# Rhabdomastix subparva
Rhabdomastix subparva là một loài ruồi trong họ Limoniidae. Chúng phân bố ở miền Cổ bắc.